# Ctenocompa thranitis
Ctenocompa thranitis är en fjärilsart som beskrevs av Edward Meyrick 1905. Ctenocompa thranitis ingår i släktet Ctenocompa och familjen säckspinnare. Inga underarter finns listade i Catalogue of Life.